# Bonellia stenophylla
Bonellia stenophylla là một loài thực vật có hoa trong họ Anh thảo. Loài này được (Urb.) B.Ståhl & Källersjö mô tả khoa học đầu tiên năm 2004.